# 斯莫爾伍德水庫
54°05′00″N 64°29′57″W / 54.08333°N 64.49917°W
斯莫爾伍德水庫是加拿大的水庫，位於拉布拉多西南部，由紐芬蘭-拉布拉多省負責管轄，面積6,460平方公里，是全球第二大水庫，島嶼面積67平方公里，海拔高度471米，蓄水量28立方公里。

## 外部連結
- Canada Council on Geographical Education （页面存档备份，存于）